# Adlergestell
Das Adlergestell im Berliner Bezirk Treptow-Köpenick ist mit 11,9 Kilometern die längste Straße Berlins. Sie führt vom Ortsteil Niederschöneweide bis zum Ortsteil Schmöckwitz am südöstlichen Stadtrand. Parallel zum Adlergestell verläuft die Görlitzer Bahn.

## Namensgebung
Der Name ist alt überliefert. Bekannt ist, dass der Ausdruck „Gestell“ für die im Wald ausgehauenen Schneisenwege der Forstwirtschaft genutzt wurde, über die geschlagenes Holz abtransportiert wurde. Diese Wortbedeutung lebt in der Jägersprache noch heute fort. Woher der Namenszusatz „Adler“ kommt, ist nicht bekannt. Die Volksetymologie verweist auf Adler an Baumstämmen, die als Wegweiser für den preußischen König dienten, wenn er zum Schloss Königs Wusterhausen ritt. Er kann sich allerdings auch auf die gleiche Wurzel wie die Bezeichnung des Guts Adlershoff beziehen, des Namensgebers der Ortschaft Adlershof, die heute ein Berliner Ortsteil am Adlergestell ist.
Zum Adlergestell wird kolportiert, dass es ehemals Kurfürstenweg oder auch Reichsapfelstraße genannt wurde, da die sie begrenzenden Bäume zur Zeit der Kurfürsten mit einem Apfel und einem Adler geschmückt waren. Die Straße begann damals in Berlin an der Alten Jakobstraße, zog sich die Köpenicker Straße entlang, mitten durch die Cöllnische Heide und am heutigen Bahnhof Berlin-Grünau vorbei.

## Verlauf

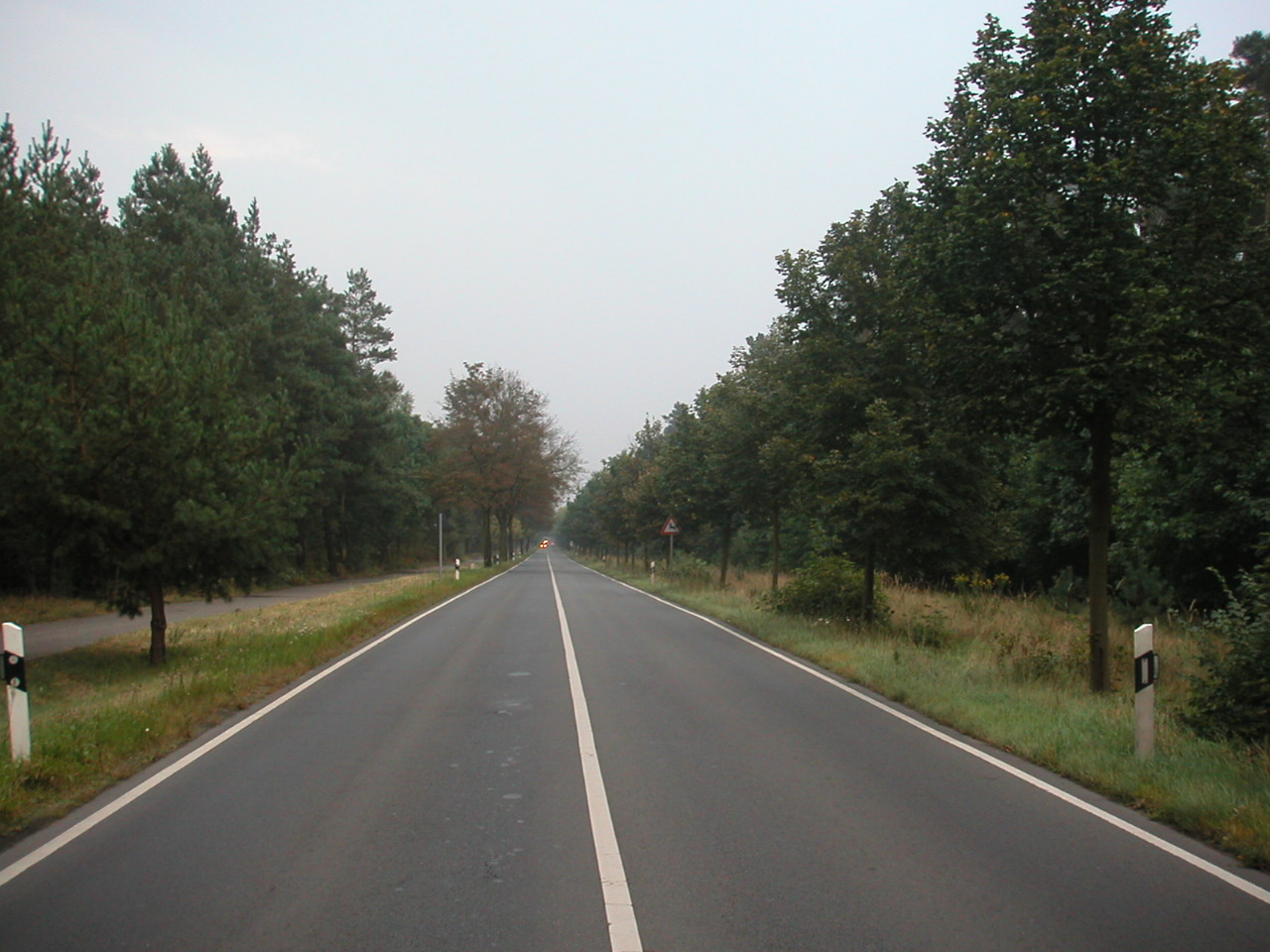
Adlergestell im Grünauer Forst, Richtung Schmöckwitz

Das heutige Adlergestell beginnt als Fortsetzung der Michael-Brückner-Straße (früher: Grünauer Straße) in Niederschöneweide an der Überführung der S-Bahn-Strecke nach Spindlersfeld mit der Grundstücksnummer 73. Die Straße ist hier als Teil der B 96a vierstreifig ausgebaut und führt geradlinig etwa 5,5 Kilometer über Adlershof bis Grünau. Sie verläuft parallel zur Görlitzer Bahn, die sich in ihrer Anlage am Adlergestell orientierte.
Vom S-Bahnhof Grünau führt die Straße rund 6,5 Kilometer durch den Grünauer Forst bis nach Schmöckwitz, dem südlichsten Ortsteil Berlins. Dort endet sie mit der Grundstücksnummer 786.

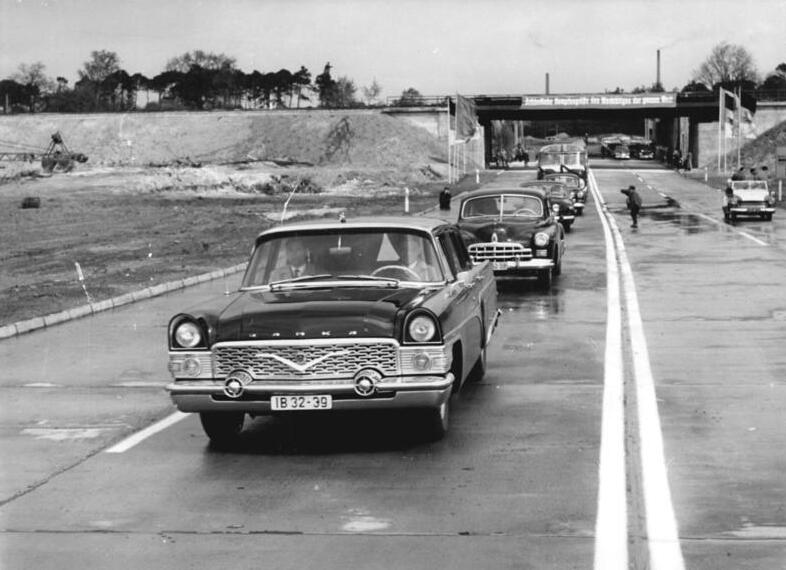
Einweihung des Adlergestells 1962

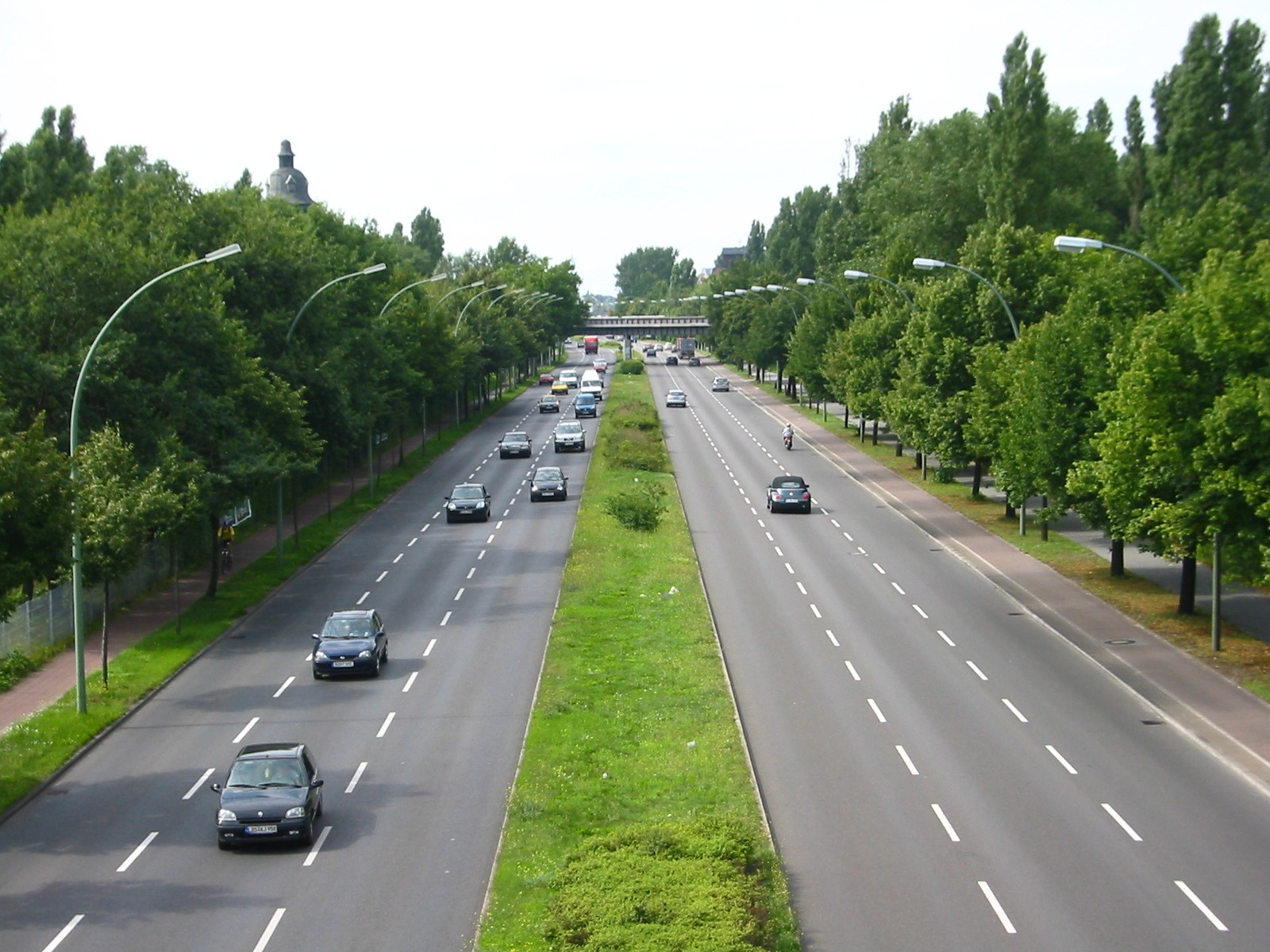
Adlergestell in Niederschöneweide, Richtung Innenstadt

Das Adlergestell ist eine der wichtigsten Ausfallstraßen im Süden Berlins. In der DDR-Zeit verlief der größte Teil des Straßenverkehrs aus Ost-Berlin in südlicher und westlicher Richtung (nach Dresden, Leipzig, Magdeburg) über das Adlergestell in Richtung Schönefeld, und zwar bis 1962 ab Adlershof über die Köpenicker Straße und den Ortsteil Altglienicke, dann über die im April 1962 eröffnete Schnellstraße (heute: Am Seegraben) im Verlauf der B 96a. Seit Oktober 1962 kann von der B 96a am Autobahndreieck Treptow auf die heutige A 117 gewechselt werden. Die Eröffnung des letzten Teilstücks der A 113 in Richtung Autobahndreieck Neukölln am 23. Mai 2008 führte zu einer Entlastung des Adlergestells.

## Bebauung (Auswahl)
Entlang der Straße wurden mit der Herausbildung der Siedlungsgebiete auch Wohnhäuser errichtet. Nennenswert ist dabei vor allem der Kern von Schmöckwitz. Zur Ansiedlung trug besonders die Verkehrsanbindung Berlins durch die parallel verlaufende Bahntrasse bei, die in den genannten Ortsteilen jeweils einen Bahnhof besitzt. Einige der erhaltenen Gebäude stehen in der Berliner Denkmalliste, so das Bahnbetriebswerk Berlin-Schöneweide und das S-Bahn-Ausbesserungswerk Niederschöneweide sowie Teile der Siedlung Adlershof (zwischen Adlergestell und Anna-Seghers-Straße). Des Weiteren sind das Fabrikgebäude von Bärensiegel an der Ecke Glienicker Weg, die alte Feuerwache, der Straßenbahnhof und die Schule in Schmöckwitz sowie weitere Wohnhäuser als Baudenkmale erhalten.

## Radverkehr
Im Juni 2020 wurde auf dem Adlergestell und der Michael-Brückner-Straße vom Bezirksamt Treptow-Köpenick ein Pop-up-Radweg eingerichtet. Er wurde stadtauswärts zwischen Sterndamm und Rudower Chaussee auf einer Strecke von 2,5 Kilometern auf dem rechten der drei Fahrstreifen geführt und im Jahr 2022 verstetigt. In Gegenrichtung (stadteinwärts) wurde in den Jahren 2023 und 2024 zwischen Altheider Straße und Fennstraße ebenso ein geschützter Radfahrstreifen eingerichtet.